# Joachim Fischer-Dieskau
Joachim Fischer-Dieskau (* als Joachim Fischer 27. November 1896 in Berlin; † 20. Juli 1977 in Bad Godesberg) war ein deutscher Jurist und Ministerialbeamter.

## Leben
Nach dem Abitur 1914 und Militärdienst (bis 1920) studierte Fischer 1919–1921 in Berlin und Königsberg Jura und promovierte am 6. März 1925 in Marburg/Lahn zum Dr. iur. Anschließend wurde er Gerichtsassessor und kam im gleichen Jahr als Referent an das Reichswirtschaftsministerium. Von 1927 bis 1941 war er im Reichsarbeitsministerium tätig. In Wien war er 1930/31 sozialpolitischer Referent an der deutschen Botschaft. 1933 wurde er Oberregierungsrat und 1939 Ministerialrat. In Berlin war er von 1941 bis Kriegsende dem Reichswohnungskommissar Robert Ley abgeordnet. Er wurde 1942 Ministerialdirigent und Generalreferent für Wohnungsbau- und Siedlungspolitik.
Während der Königsberger Zeit war er Mitglied der DNVP, zum 1. Mai 1937 trat er der NSDAP bei (Mitgliedsnummer 3.934.014). Den Namenszusatz Fischer-Dieskau führte er ab 1934.
Nach 1945 war er Justitiar der Abwicklungsstelle des Ballestrem Konzerns.
Im März 1949 wurde er nach privater Beschäftigung im bayerischen Innenministerium bei der Obersten Baubehörde eingestellt. Seit Oktober 1949 diente er im Bundesministerium für Wohnungsbau als Leiter der Abteilung I, seit 1953 Ministerialdirektor. 1957 wurde er in den Ruhestand versetzt und wechselte im Oktober 1957 in den Vorstand der Deutschen Bau- und Bodenbank AG. Im Vorstand blieb er bis 1964 und war dann bis 1969 Direktor des Instituts für Städtebau.

## Schriften
- Hrsg.: Beiträge zur Theorie und Praxis des Wohnungsbaues: Arnold Knoblauch als Festschrift zum 80. Geburtstag gewidmet von seinen Freunden, Bonn 1959
- mit Hans-Günther Pergande: Das Erste Wohnungsbaugesetz des Bundes: Kommentar, Müller, Oldenburg 1950